# C. F. Lewert
Die Telegraphen-Bauanstalt C. F. Lewert (1800–1893) war ein deutscher Hersteller von Morse-Telegrafen und Morsetasten. Das Unternehmen wurde durch den Bau des ersten deutschen Morsetelegrafen bekannt. 1893 übernahm die C. Lorenz AG das Unternehmen C. F. Lewert und entwickelte ihre Produktion unter Verwendung von Technologien der Telegraphen-Bauanstalt C. F. Lewert. Dabei wurden jedes Jahr mehrere hundert Morseapparate von Lorenz nach Russland geliefert.

## Geschichte
Das Unternehmen wurde 1800 von dem Mechaniker David Friedrich Lewert (1779–1863) in Berlin gegründet. Es befand sich am Luisen Ufer 11 im Jahre 1892.
Die Telegraphen-Bauanstalt C. F. Lewert vertrieb ab 1851 die ersten deutschen Morse-Telegraphen in Preußen. Zwischen 1865 und 1887 wurde die Anzahl jährlich produzierter Apparate von 1000 auf 5000 erhöht.
Der Betrieb hatte im Jahr 1893 etwa 30 Arbeiter und war ein Auftragnehmer der Reichspost für den Bau von Telefonapparaten. In diesem Jahr übernahm Robert Held das Unternehmen, woraufhin dieses zur C. Lorenz AG wurde. Jedoch lieferte diese noch bis 1921 Telegraphenapparate mit der Bezeichnung „C. F. Lewert“ aus. Die weitere Entwicklung der Technologien und Produkte der Telegraphen-Bauanstalt C. F. Lewert fand damit als Teil der C. Lorenz AG statt.